# Winegret (sałatka)

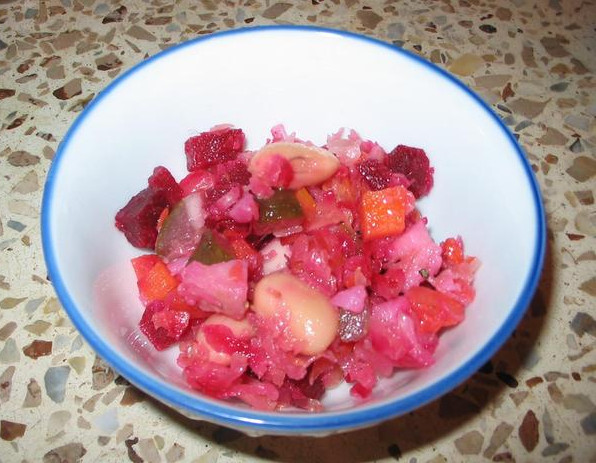
Sałatka winegret

Winegret – sałatka warzywna znana w kuchni rosyjskiej i ukraińskiej, jej podstawą są ugotowane buraki. 
Sałatka winegret jest przyrządzana z ugotowanych buraków, ziemniaków i marchwi, dodaje się posiekaną drobno cebulę, kiszoną kapustę i kiszone lub konserwowe ogórki. W różnych wariantach dodawany bywa zielony groszek lub gotowana fasola. Całość jest zakwaszana octem, od którego pochodzi nazwa sałatki. Zdarza się, że zamiast octu składniki skrapiane są olejem słonecznikowym lub wodą pozostałą z kwaszenia kapusty lub ogórków. Częstym wariantem jest sałatka zawierająca dodatkowo śledzia lub składniki typowe dla sałatki warzywnej „Olivier”. Przepis na sałatkę winegret przywędrował do Rosji i na Ukrainę z północno-zachodniej Europy w XIX wieku, jej nazwa pochodzi od faktu, że początkowo terminem tym określano gotowane warzywa, mięso (np. ryby) pokrojone w kostkę i skropione octem. Podobne pochodzenie mają sałatki śledziowe i buraczane znane w kuchniach Niemiec i Skandynawii, m.in. rosolli w kuchni fińskiej.

## Lwowska sałatka winegret

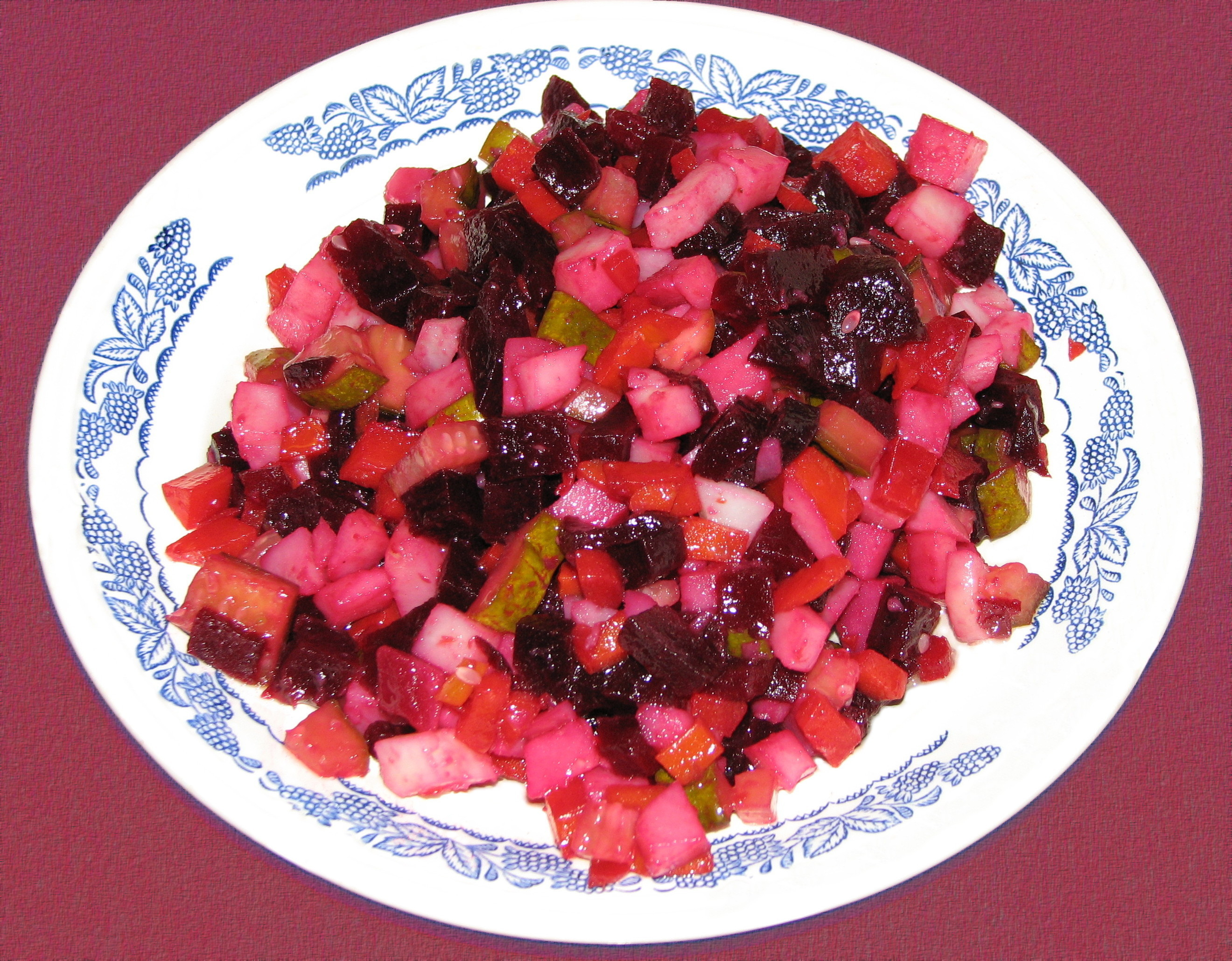
Lwowska sałatka winegret

W kuchni polskiej sałatka winegret była popularna na tzw. Kresach Wschodnich, a spopularyzowało ją podawanie w lwowskich restauracjach jako przystawki lub samodzielnego dania. Typowa lwowska sałatka winegret składa się z buraków, ziemniaków, selera, ogórków kiszonych i korniszonów, lekko kwaśnego jabłka, filetów śledziowych, grzybów marynowanych, cebuli, śliwek w occie, gotowanej fasoli, jaja na twardo, szczypiorku i oleju słonecznikowego.
Warzywa gotuje się i kroi w kostkę, dodaje się siekane jabłko, szczypiorek i rozdrobnione grzyby marynowane i kiszone ogórki. Jaja na twardo tnie się na dość duże kawałki. Jako ostatnie dodaje się pokrojone buraki i śledzie, a następnie sałatkę schładza się dla połączenia smaków. Przed podaniem sałatkę polewa się sosem przygotowanym ze śmietany, musztardy, soli i pieprzu. Sos posiadał rozmaite warianty, które często zależały od fantazji kucharza.